# Steve Piccolo
Steve Piccolo (* 1954 in New Hampshire) ist ein US-amerikanisch-italienischer Performance-, Klangkünstler, Übersetzer, Musiker und Bassist.

## Leben und Werk
Steve Piccolo studierte am Bard College und an der New York University. In den 1970er Jahren spielte er als Bassist in verschiedenen Jazzgruppen und war als Performancekünstler in der New Yorker Kunstszene aktiv. Ab 1979 spielte er fünf Jahre lang in der Band The Lounge Lizards, zu deren Gründungsmitgliedern er zählt. 1983 schrieb er an dem Charthit Self Control mit.
Steve Piccolo arbeitet im Bereichen Videokunst, Performance, Installation, Soundtracks und Jazz mit zahlreichen Künstlern und Gruppen zusammen. Zu nennen sind Gak Sato, Adrian Paci, Luca Pancrazzi, A Constructed World, Giancarlo Norese, Alessandro Mendini, Nathalie du Pasquier, Gabriele Di Matteo, Francesco Fei, Marc Vincent Kalinka und Marzia Migliora. Piccolo war tätig bei Magazzini Criminali. Seit er in den 1990ern nach Mailand gezogen war, kooperierte Piccolo mit Giancarlo Locatelli, Filippo Monico, Paolo Filippo Bragaglia, Massimo Volume, Afterhours, The Transistors (Maurizio Mansueti und Luca Cirillo), Rosso Maltese, Elliott Sharp und Zeena Parkins.
Piccolo hat zahlreiche Tonträger veröffentlicht und unterrichtet seit 2002 Klangkunst an der Accademia Carrara in Bergamo und seit 2005 an der Nuova Accademia di Belle Arti in Mailand. Er schreibt monatlich für die Zeitschrift InSound.